# 테우트라스
테우트라스(Teuthras)는 그리스 신화에 나오는 테우트라니아 왕국의 창건자이다. 미시아 지방의 카이코스 강변에 테우트라니아 왕국을 세웠다. 테게아 왕 알레오스는 딸 아우게를 영원히 처녀로 살게 하기 위해서 아테나 신전의 무녀로 삼았는데, 아우게는 헤라클레스의 유혹에 넘어가 임신하였다. 성난 알레오스는 노예 매매를 하는 나우플리오스에게 딸을 보냈고, 아우게는 테우트라스에게 팔려갔다. 테우트라스는 아우게를 아내 또는 수양딸로 삼았다고 한다.